# Keene (Califórnia)
Keene é uma Região censo-designada localizada no estado americano da Califórnia, no Condado de Kern.

## Geografia
De acordo com o United States Census Bureau tem uma área de 25,2 km², dos quais 25,2 km² cobertos por terra e 0,0 km² cobertos por água. Keene localiza-se a aproximadamente 836 m acima do nível do mar.

### Localidades na vizinhança
O diagrama seguinte representa as localidades num raio de 32 km ao redor de Keene.

## Demografia
Segundo o censo americano de 2000, a sua população era de 339 habitantes.

## Marco histórico
Keene possui apenas uma entrada no Registro Nacional de Lugares Históricos, a Nuestra Senora Reina de la Paz.